# Litzendorf
Litzendorf is een gemeente in de Duitse deelstaat Beieren, en maakt deel uit van het Landkreis Bamberg.
Litzendorf telt 6.117 inwoners.
|  |  | Kunigundenruh | 2 inwoners     |
|  |  | Litzendorf    | 1.492 inwoners |
|  |  | Lohndorf      | 385 inwoners   |
|  |  | Melkendorf    | 757 inwoners   |
|  |  | Naisa         | 747 inwoners   |
|  |  | Pödeldorf     | 1.753 inwoners |
|  |  | Schammelsdorf | 784 inwoners   |
|  |  | Tiefenellern  | 210 inwoners   |

Altendorf ·
Baunach ·
Bischberg ·
Breitengüßbach ·
Burgebrach ·
Burgwindheim ·
Buttenheim ·
Ebrach ·
Frensdorf ·
Gerach ·
Gundelsheim ·
Hallstadt ·
Heiligenstadt i.OFr. ·
Hirschaid ·
Kemmern ·
Königsfeld ·
Lauter ·
Lisberg ·
Litzendorf ·
Memmelsdorf ·
Oberhaid ·
Pettstadt ·
Pommersfelden ·
Priesendorf ·
Rattelsdorf ·
Reckendorf ·
Scheßlitz ·
Schlüsselfeld ·
Schönbrunn i.Steigerwald ·
Stadelhofen ·
Stegaurach ·
Strullendorf ·
Viereth-Trunstadt ·
Walsdorf ·
Wattendorf ·
Zapfendorf